# Amorphostigma armstrongi
Amorphostigma armstrongi är en trollsländeart som beskrevs av Fraser 1925. Amorphostigma armstrongi ingår i släktet Amorphostigma och familjen dammflicksländor. Inga underarter finns listade i Catalogue of Life.